# Kruszyny (województwo kujawsko-pomorskie)
Kruszyny – wieś w Polsce położona w województwie kujawsko-pomorskim, w powiecie brodnickim, w gminie Bobrowo.

## Podział administracyjny
W latach 1954–1968 wieś należała i była siedzibą władz gromady Kruszyny, po jej zniesieniu w gromadzie Nieżywięć. W latach 1975–1998 miejscowość administracyjnie należała do województwa toruńskiego.

## Demografia
Według Narodowego Spisu Powszechnego (III 2011 r.) liczyły 516 mieszkańców. Są trzecią co do wielkości miejscowością gminy Bobrowo.

## Zabytki
Według rejestru zabytków NID na listę zabytków wpisany jest kościół parafialny św. Mikołaja Biskupa z 1 poł. XIV w., nr rej.: A/396 z 24.10.1929.

## Pomniki przyrody
W 2012 roku pomnikami przyrody ustanowiono 3 dęby szypułkowe o obwodach: 260, 290 i 295 cm.